# یوتو ساتو
یوتو ساتو (به انگلیسی: Yuto Sato) بازیکن فوتبال اهل ژاپن و عضو تیم ملی فوتبال ژاپن است که در تاریخ ۱۶ اوت ۲۰۰۶ میلادی اولین بازی ملی‌اش را انجام داد. او در ۱ بازی ملی حضور داشت و آخرین بازی ملی خود را در تاریخ ۱۶ اوت ۲۰۰۶ میلادی انجام داد. یوتو ساتو در بازی‌های ملی‌اش
گلی به ثمر نرساند.